# 奈迈什科奇
奈迈什科奇，是匈牙利沃什州所辖的一个村，总面积7.93平方公里，总人口377，人口密度47.5人/平方公里（2010年1月1日）。